# Distretto di Agallpampa
Il distretto di Agallpampa  è uno dei dieci distretti della provincia di Otuzco, in Perù. Si trova nella regione di La Libertad e si estende su una superficie di 258,56  chilometri quadrati.